# Джон О'Гара
Джон Генрі О'Гара (англ. John Henry O'Hara; 31 січня 1905, Поттсвілл, Пенсільванія, США — 11 квітня 1970, Принстон, Нью-Джерсі, США) — американський письменник. Один із найвидатніших письменників ХХ століття. Автор відомих романів «Побачення у Самаррі» і «Баттерфілд, 8».

## Біографія
Народився в маленькому містечку Поттсвілл в штаті Пенсильванія. У 1934 році під час Великої депресії родина О'Хара розорилася, а батько помер. Це завадило Джону закінчити Єльський університет через брак коштів для оплати за навчання.
Надалі працював репортером в декількох газетних виданнях, пробував себе як кінокритик і радіокоментатор. Після переїзду до Нью-Йорка став писати для щотижневих журналів New York Magazine, Time і Collier's Weekly.
У 1934 році опублікував свій перший роман «Побачення у Самаррі».
Під час Другої світової війни був військовим репортером. В цей же період крім художніх творів писав сценарії для фільмів. У 1940 році написав роман «Приятель Джоуї», а потім і лібрето для однойменного мюзиклу, який успішно йшов на Бродвеї з Джином Келлі у головній ролі, а в 1957 році був екранізований. Головні ролі у фільмі зіграли Френк Сінатра та Рита Гейворт.
За свою кар'єру письменника написав більше десятка романів, повістей і п'єс.
Помер в Принстоні в 1970 році від серцево-судинного захворювання.